# Doyle Brunson
Doyle Brunson (Longworth, 10 agosto 1933 – Las Vegas, 14 maggio 2023) è stato un giocatore di poker statunitense.
Nella sua lunga carriera può annoverare la vittoria delle WSOP 1976 e 1977 oltre a 10 braccialetti delle WSOP. Nel 1988 è stato inserito nel Poker Hall of Fame.
Doyle Brunson era soprannominato "Texas Dolly" a causa dell'errore del commentatore delle WSOP Jimmy Snyder, che lo ha chiamato erroneamente così invece di "Texas Doyle".

## Biografia

### Dal basket al poker
Fin da giovane Doyle mostra grande predisposizione per gli sport praticando la corsa, nella quale ottiene il record sul miglio alle scuole superiori, e giocando a basket; viene nominato tra le migliori cinque promesse cestistiche dello stato del Texas. Dopo aver accettato l'offerta di iscrizione al college Hardin-Simmons, Brunson viene osservato dai Minneapolis Lakers (oggi Los Angeles Lakers) che si mostrano subito interessati a lui.
Un incidente sul lavoro gli provoca la rottura del ginocchio in due punti diversi, e spezza la promettente carriera del giovane Doyle. Decide allora di dedicarsi completamente allo studio, ottenendo in breve tempo la laurea. Inizia a giocare a poker dando sfogo ad una passione cominciata già alle scuole superiori.

### L'ascesa sul tavolo verde
A cavallo degli anni cinquanta e sessanta Doyle Brunson diventa un giocatore professionista ed in poco tempo ottiene grandi successi, girando i tavoli degli stati del Texas, dell'Oklahoma e della Louisiana. Qui conosce alcuni grandi campioni del Texas hold 'em come Amarillo Slim e Sailor Roberts. Con l'introduzione del poker a Las Vegas, Doyle decide di trasferirsi in Nevada.
A metà degli anni settanta la carriera di Doyle Brunson conosce il suo apice grazie alle due vittorie al Main Event delle WSOP 1976 e 1977. Doyle Brunson ha vinto i due Main Event delle WSOP con la stessa mano: aveva 10-2 ed in entrambe le edizioni ha completato un full di 10 al 2. Da allora la mano 10-2 è stata soprannominata "Doyle Brunson hand" ("la mano di Doyle Brunson")
Nel 1979 pubblica il libro Super System (il titolo originale era “Come ho guadagnato più di un milione di dollari giocando a poker", ma venne modificato per ragioni di marketing), ritenuto ancora oggi per i giocatori di tutto il mondo uno dei libri di riferimento nella bibliografia del poker. Nel 2004 ha pubblicato Super/System 2, con i contributi tra gli altri di Daniel Negreanu, Bobby Baldwin, Johnny Chan, Mike Caro, Jennifer Harman, Steve Zolotow, Crandell Addington. Proprio nel Super System Doyle Brunson afferma di non amare la mano iniziale AQ, definendola una "trouble hand" ("mano problematica"). Curioso è che al Main Event delle WSOP 2007 sia stato eliminato giocando proprio questa combinazione.
Nel corso degli anni successivi Doyle Brunson continua a vincere, arrivando a 10 braccialetti delle WSOP, ultimo dei quali alle WSOP 2005. Da ricordare anche la sua vittoria al World Poker Tour nell'evento "Legend of Poker", che gli ha fruttato più di 1.000.000 di dollari. Al 2011 Doyle Brunson ha vinto più di 6.000.000 $ in tornei live.

### Decesso
Brunson è morto nel 2023 a Las Vegas, dove risiedeva.

## Vita privata
Doyle Brunson si è sposato con Louise nel 1962. Hanno avuto quattro figli: Todd (unico maschio, anch'egli giocatore professionista di poker), Pam, Cheryl e Doyla: quest'ultima è morta nel sonno per un problema cardiaco quando aveva diciotto anni.

## Braccialetti delle WSOP
| Anno | Torneo                                      | Vincita  |
| ---- | ------------------------------------------- | -------- |
| 1976 | $10.000 No Limit Hold'em World Championship | $230.000 |
| 1977 | $5.000 Deuce to Seven Draw                  | $80.250  |
| 1977 | $10.000 No Limit Hold'em World Championship | $340.000 |
| 1977 | $1.000 Seven-Card Stud Split                | $62.500  |
| 1978 | $5.000 Seven-Card Stud                      | $68.000  |
| 1979 | $600 Mixed Doubles (con Starla Brodie)      | $4.500   |
| 1991 | $2.500 No Limit Hold'em                     | $208.000 |
| 1998 | $1.500 Seven-Card Razz                      | $93.000  |
| 2003 | $2.000 H.O.R.S.E.                           | $84.080  |
| 2005 | $5.000 No Limit Shorthanded Texas hold 'em  | $367.800 |